# Christian Santos (football)
Pour les articles homonymes, voir Christian Santos.
Christian Santos, né le 24 mars 1988 à Ciudad Guayana au Venezuela, est un footballeur international vénézuélien. Pouvant évoluer au poste d'attaquant ou de milieu offensif.

## Biographie
Le 28 juin 2018, Santos s'engage avec le Deportivo La Corogne, alors qu'il était en fin de contrat avec le Deportivo Alavés.
Le 3 septembre 2020, Santos signe au VfL Osnabrück pour deux saisons et échoit du numéro neuf.
Santos joue son premier match le 12 septembre 2020 en entrant en jeu en Coupe d'Allemagne contre le SV Todesfelde. Il délivre une passe décisive à Klass qui offre la victoire 0-1 à Osnabrück. Huit jours plus tard, Santos est titulaire en ouverture de la 2. Bundesliga et inscrit le but de l'égalisation 1-1 face au Greuthet Fürth.

## Palmarès
NEC Nimègue
- Champion des Pays-Bas de D2 en 2015

 Deportivo Alavés
- Finaliste de Copa del Rey en 2017

## Statistiques

### Statistiques détaillées par saison
Le tableau ci-dessous récapitule les statistiques en match officiel de Christian Santos :
| Saison                | Club                  | Championnat           | Championnat | Championnat | Coupe(s) nationale(s) | Coupe(s) nationale(s) | Barrages | Barrages | Venezuela | Venezuela | Total | Total |
| Saison                | Club                  | Division              | M.          | B.          | M.                    | B.                    | M.       | B.       | M.        | B.        | M.    | B.    |
| 2007-2008             | Arminia Bielefeld II  | Regionalliga          | 3           | 0           | -                     | -                     | -        | -        | -         | -         | 3     | 0     |
| 2008-2009             | Arminia Bielefeld II  | Oberliga              | 19          | 7           | -                     | -                     | -        | -        | -         | -         | 19    | 7     |
| 2009-2010             | Arminia Bielefeld II  | Oberliga              | 33          | 15          | -                     | -                     | -        | -        | -         | -         | 33    | 15    |
| 2010-2011             | Arminia Bielefeld II  | Regionalliga          | 21          | 5           | -                     | -                     | -        | -        | -         | -         | 21    | 5     |
| Sous-total            | Sous-total            | Sous-total            | 76          | 27          | 0                     | 0                     | -        | -        | 0         | 0         | 76    | 27    |
| 2011-2012             | KAS Eupen             | Division 2            | 30          | 15          | 2                     | 2                     | 5        | 1        | -         | -         | 37    | 18    |
| 2012-2013             | KAS Eupen             | Division 2            | 28          | 10          | 2                     | 1                     | -        | -        | -         | -         | 30    | 11    |
| Sous-total            | Sous-total            | Sous-total            | 58          | 25          | 4                     | 3                     | 5        | 1        | 0         | 0         | 67    | 29    |
| 2013-2014             | Waasland-Beveren      | Jupiler Pro League    | -           | -           | 1                     | 0                     | -        | -        | -         | -         | 1     | 0     |
| Sous-total            | Sous-total            | Sous-total            | 0           | 0           | 1                     | 0                     | -        | -        | 0         | 0         | 1     | 0     |
| 2014-2015             | NEC Nimègue           | Eerste Divisie        | 34          | 23          | 3                     | 0                     | -        | -        | 1         | 0         | 38    | 23    |
| 2015-2016             | NEC Nimègue           | Eredivisie            | 30          | 16          | 3                     | 2                     | -        | -        | 6         | 1         | 39    | 19    |
| Sous-total            | Sous-total            | Sous-total            | 64          | 39          | 6                     | 2                     | -        | -        | 6         | 1         | 76    | 42    |
| 2016-2017             | Deportivo Alavés      | LaLiga                | 21          | 3           | 6                     | 2                     | -        | -        | 4         | 0         | 31    | 5     |
| 2017-2018             | Deportivo Alavés      | LaLiga                | 10          | 2           | 2                     | 1                     | -        | -        | -         | -         | 12    | 3     |
| Sous-total            | Sous-total            | Sous-total            | 31          | 5           | 8                     | 3                     | -        | -        | 4         | 0         | 43    | 8     |
| 2018-2019             | Deportivo La Corogne  | LaLiga 2              | 21          | 3           | -                     | -                     | -        | -        | 1         | 0         | 22    | 3     |
| 2019-2020             | Deportivo La Corogne  | LaLiga 2              | 27          | 6           | 1                     | 0                     | -        | -        | -         | -         | 28    | 6     |
| Sous-total            | Sous-total            | Sous-total            | 48          | 9           | 1                     | 0                     | -        | -        | 1         | 0         | 50    | 9     |
| 2020-2021             | VfL Osnabrück         | 2. Bundesliga         | 25          | 8           | 2                     | 0                     | 1        | 0        | -         | -         | 28    | 8     |
| Sous-total            | Sous-total            | Sous-total            | 25          | 8           | 2                     | 0                     | 1        | 0        | 0         | 0         | 28    | 8     |
| 2021-2022             | Colo-Colo             | Primera División      | 2           | 0           | -                     | -                     | -        | -        | -         | -         | 2     | 0     |
| Sous-total            | Sous-total            | Sous-total            | 2           | 0           | 0                     | 0                     | -        | -        | 0         | 0         | 2     | 0     |
| Total sur la carrière | Total sur la carrière | Total sur la carrière | 304         | 113         | 22                    | 8                     | 6        | 1        | 12        | 1         | 344   | 123   |

### But international
| No | Date            | Lieu                              | Adversaire | Résultat | Compétition                             |
| -- | --------------- | --------------------------------- | ---------- | -------- | --------------------------------------- |
| 1  | 14 octobre 2015 | Arena Castelão, Fortaleza, Brésil | Brésil     | 1-3      | Éliminatoires de la Coupe du monde 2018 |

NB : Les scores sont affichés sans tenir compte du sens conventionnel en cas de match à l'extérieur (Venezuela-Adversaire)